# Toradjia hirsuta
Toradjia hirsuta är en kräftdjursart som beskrevs av Ferrara, Meli och Stefano Taiti 1995. Toradjia hirsuta ingår i släktet Toradjia och familjen Scleropactidae. Inga underarter finns listade i Catalogue of Life.